# Liste der Baudenkmäler in Traitsching

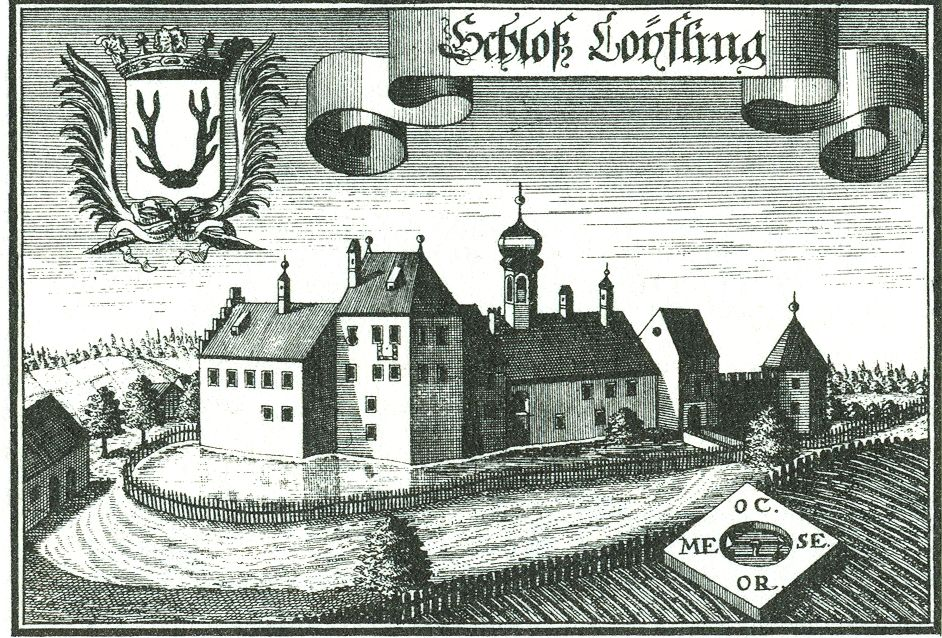
Michael Wening: Schloss Loifling

Auf dieser Seite sind die Baudenkmäler in der Oberpfälzer Gemeinde Traitsching zusammengestellt. Diese Tabelle ist eine Teilliste der Liste der Baudenkmäler in Bayern. Grundlage ist die Bayerische Denkmalliste, die auf Basis des Bayerischen Denkmalschutzgesetzes vom 1. Oktober 1973 erstmals erstellt wurde und seither durch das Bayerische Landesamt für Denkmalpflege geführt wird. Die folgenden Angaben ersetzen nicht die rechtsverbindliche Auskunft der Denkmalschutzbehörde.

## Baudenkmäler nach Ortsteilen

### Traitsching
| Lage                   | Objekt    | Beschreibung | Akten-Nr.    | Bild |
| ---------------------- | --------- | --- | ------------ | ---- |
| Leitenweg 1 (Standort) | Bauernhof | Eingeschossiger und giebelständiger Einfirsthof aus Wohnhaus, Stall und Scheune mit Satteldach und Blockbau-Kniestock, 2. Hälfte 19. Jahrhundert | D-3-72-164-1 | BW   |

### Atzenzell
| Lage                        | Objekt                                    | Beschreibung                                                                                      | Akten-Nr.    | Bild           |
| --------------------------- | ----------------------------------------- | ------------------------------------------------------------------------------------------------- | ------------ | -------------- |
| Brunnenstraße 5 (Standort)  | Waldlerhaus                               | Eingeschossiger und traufständiger Flachsatteldachbau mit Blockbau-Kniestock, 18./19. Jahrhundert | D-3-72-164-4 | BW             |
| Zeller Straße 23 (Standort) | Ehemaliger Edelsitz, jetzt Gastwirtschaft | Dreigeschossiger Walmdachbau, im Kern spätmittelalterlich                                         | D-3-72-164-5 | weitere Bilder |

### Birnbrunn
| Lage                           | Objekt                                                        | Beschreibung | Akten-Nr.    | Bild |
| ------------------------------ | ------------------------------------------------------------- | --- | ------------ | ---- |
| Am Hochholz 1 (Standort)       | Waldlerhaus                                                   | Eingeschossiger, giebelständiger und gestelzter Blockbau mit Flachsatteldach und Giebelschrot, teilverputzt, 1. Hälfte 19. Jahrhundert                    | D-3-72-164-7 | BW   |
| Am Hochholz 20 (Standort)      | Waldkapelle, sogenannte Hochholzkapelle Maria Schnee (Klause) | Abgewalmter Satteldachbau mit verschindeltem Dachtürmchen, um 1750; mit Ausstattung                                                                       | D-3-72-164-6 | BW   |
| Klausenweg 2 (Standort)        | Waldlerhaus                                                   | Zweigeschossiger und traufständiger Flachsatteldachbau mit Blockbau-Obergeschoss und Schrot, auf der Nordseite massiv erneuert, 1. Hälfte 19. Jahrhundert | D-3-72-164-8 | BW   |
| Krammerbergstraße 1 (Standort) | Waldlerhaus                                                   | Zweigeschossiger und traufständiger Flachsatteldachbau mit Blockbau-Obergeschoss, bezeichnet mit 1834                                                     | D-3-72-164-9 | BW   |

### Boden
| Lage               | Objekt       | Beschreibung | Akten-Nr.     | Bild |
| ------------------ | ------------ | --- | ------------- | ---- |
| Boden 1 (Standort) | Austragshaus | Eingeschossiger Blockbau mit Satteldach, Kniestock und Giebelschrot, 18./19. Jahrhundert                            | D-3-72-164-12 | BW   |
| Boden 4 (Standort) | Bauernhaus   | Zweigeschossiger und traufständiger Wohnstallbau in Blockbauweise mit Satteldach und Schroten, wohl 18. Jahrhundert | D-3-72-164-13 | BW   |

### Büchsenmühle
| Lage                                                  | Objekt                        | Beschreibung | Akten-Nr.     | Bild |
| ----------------------------------------------------- | ----------------------------- | --- | ------------- | ---- |
| Büchsenmühle 1; In Trebersdorf; Geigenbach (Standort) | Ehemalige Mahl- und Sägemühle | Mühlenwohnhaus, zweigeschossiger und traufständiger Blockbau, Erdgeschoss um 1800, um 1905–09 Firstdrehung, dabei Erweiterung durch zweigeschossigen und traufständigen Flachsatteldachanbau, an der Südwestseite Stallteil, eingeschossiger Satteldachbau, 1853; Sägmühlstadel, Satteldachbau in Ständerkonstruktion mit Doppelbändern, mit Gatter und Wasserrad, wohl Anfang 19. Jahrhundert; Triebwerkskanal, teilweise verlandet, 17./18. Jahrhundert; Kapelle auf Felsstein-Aufhäufung, Satteldachbau mit Turm, verschalte Ständerkonstruktion, historistisch, um 1880/90; Backofen, Satteldachbau mit Bruchsteingewölbe, 1. Hälfte 19. Jahrhundert; Stadel, Satteldachbau in Ständerkonstruktion, Mitte 19. Jahrhundert; Marterl, Gusseisenkruzifix auf gefastem Pfeiler mit Zinnen, Granit, Ende 19. Jahrhundert | D-3-72-164-70 | BW   |

### Dinzling
| Lage                   | Objekt         | Beschreibung | Akten-Nr.     | Bild |
| ---------------------- | -------------- | --- | ------------- | ---- |
| Dinzling 6 (Standort)  | Bauernhaus     | Zweigeschossiger und giebelständiger Wohnstallbau mit Satteldach und Blockbau-Obergeschoss, Mitte 19. Jahrhundert                            | D-3-72-164-14 | BW   |
| Dinzling 8 (Standort)  | Getreidekasten | Blockbau mit Flachsatteldach über Remise, 1. Hälfte 19. Jahrhundert                                                                          | D-3-72-164-15 | BW   |
| Dinzling 10 (Standort) | Waldlerhaus    | Eingeschossiger und giebelständiger Flachsatteldachbau mit Blockbau-Kniestock, Giebelschrot und geschnitzter Firstsäule, 18./19. Jahrhundert | D-3-72-164-16 | BW   |
| Dinzling 19 (Standort) | Waldlerhaus    | Eingeschossiger und traufständiger Flachsatteldachbau mit Blockbau-Giebel, wohl 1. Hälfte 19. Jahrhundert                                    | D-3-72-164-17 | BW   |
| Dinzling 24 (Standort) | Bauernhaus     | Eingeschossiger und traufständiger Wohnstallbau mit Flachsatteldach und Blockbau-Kniestock, Mitte 19. Jahrhundert                            | D-3-72-164-18 | BW   |

### Hagendorf
| Lage                    | Objekt                  | Beschreibung | Akten-Nr.     | Bild |
| ----------------------- | ----------------------- | --- | ------------- | ---- |
| Hagendorf 6 (Standort)  | Getreidekasten          | Blockbau mit Flachsatteldach, Giebelschrot und Firstsäule, bezeichnet mit 1834                                                                          | D-3-72-164-19 | BW   |
| Hagendorf 11 (Standort) | Bauernhaus in Hakenform | Zweigeschossiger und traufständiger Flachsatteldachbau mit Blockbau-Kniestock und Giebelschrot, 1. Hälfte 19. Jahrhundert                               | D-3-72-164-20 | BW   |
| Hagendorf 15 (Standort) | Wohnstallhaus           | Zweigeschossiger und traufständiger Flachsatteldachbau mit verschalten Trauf- und Giebelschroten, Obergeschoss weitgehend Blockbau, bezeichnet mit 1863 | D-3-72-164-71 | BW   |

### Hinterberg
| Lage                    | Objekt                               | Beschreibung                                                                                        | Akten-Nr.     | Bild |
| ----------------------- | ------------------------------------ | --------------------------------------------------------------------------------------------------- | ------------- | ---- |
| Hinterberg 6 (Standort) | Bauernhaus, ehemaliges Wohnstallhaus | Zweigeschossiger und giebelständiger Satteldachbau mit Blockbau-Obergeschoss, Mitte 19. Jahrhundert | D-3-72-164-22 | BW   |

### Höhhof
| Lage                    | Objekt      | Beschreibung | Akten-Nr.     | Bild |
| ----------------------- | ----------- | --- | ------------- | ---- |
| Kesselweg 12 (Standort) | Waldlerhaus | Eingeschossiger und traufständiger Flachsatteldachbau mit Blockbau-Kniestock und verschaltem Giebelschrot, 1. Hälfte 19. Jahrhundert | D-3-72-164-25 | BW   |

### Loifling
| Lage                                                            | Objekt                   | Beschreibung | Akten-Nr.     | Bild           |
| --------------------------------------------------------------- | ------------------------ | --- | ------------- | -------------- |
| Am Anger 1 (Standort)                                           | Ehemaliges Wohnstallhaus | Eingeschossiger und traufständiger Satteldachbau mit Blockbau-Kniestock, 2. Hälfte 19. Jahrhundert | D-3-72-164-26 | BW             |
| Hallerhölzlweg 24 (Standort)                                    | Ehemaliges Wohnstallhaus | Eingeschossiger und traufständiger Flachsatteldachbau mit Blockbau-Kniestock, 2. Hälfte 19. Jahrhundert | D-3-72-164-27 | BW             |
| Hofmarkstraße 25; Hofmarkstraße 27; Hofmarkstraße 31 (Standort) | Schloss Loifling         | Trapezförmige ehemalige Vierseitanlage, im 14./15. Jahrhundert zur Wasserburg ausgebaut, Erweiterungen und Veränderungen im 16., 18. und 19. Jahrhundert mit sukzessiver Beseitigung der spätmittelalterlichen Wehranlagen, seit 1988 Ausbau als kommunales Kulturzentrum; Wohnturm, dreigeschossiger Walmdachbau, im Kern spätes 14. Jahrhundert, Umbauten 1437–50 (dendrochronologisch datiert), Dach 18. Jahrhundert; Nach Norden sogenannter Kapellentrakt mit ehemaliger Schlosskapelle und jetziger Filialkirche St. Johannes Baptist, zweigeschossiger Satteldachbau mit Zwiebeldachreiter, Kapelle im Kern 1456/57, 1740, 1893 und 1905 verlängert und durch korbbogige Toreinfahrt (ehemals Torturm) mit dem Gasthof- und Brauereibau Hofmarkstraße 29 verbunden; mit Ausstattung; Tiefbrunnen, gemauerter Schacht; Dreiachsiger und zweigeschossiger Arkadenbau mit Satteldach über dem Wassergraben als Verbindung zum Wohnturm, 16. Jahrhundert; An der Süd- und Westseite des Schlosshofs Umfassungsmauern des Palas und Wehrmauerteile, im Kern 2. Hälfte 15. Jahrhundert, nach Abbruch der Wehranlagen in der 2. Hälfte 18. Jahrhundert erneuert | D-3-72-164-28 | weitere Bilder |
| Hofmarkstraße 29 (Standort)                                     | Gasthof Hofmarkbräu      | Zweigeschossiger und giebelständiger Satteldachbau mit Stichbogenfenstern im Kern 18. Jahrhundert, Umbauten im 19. Jahrhundert | D-3-72-164-29 | BW             |
| Seefeldweg 1 (Standort)                                         | Ehemalige Mühle          | Zweigeschossiger und giebelständiger Satteldachbau mit Blockbau-Obergeschoss und verschaltem Giebel, Ende 19. Jahrhundert, nach Osten zweigeschossiger traufständiger Anbau mit Satteldach, um 1920 | D-3-72-164-31 | BW             |
| Seefeldweg 13 (Standort)                                        | Ehemaliges Wohnstallhaus | Eingeschossiger und giebelständiger Blockbau, teilweise ausgemauert, mit mittelsteilem Satteldach und verschaltem Seitenschrot, Erdgeschoss-Blockbau mit kleinen Lukenfenstern zur Giebelseite 1455/56 (dendrochronologisch datiert), erweitert und erhöht um 1834 (dendrochronologisch datiert) | D-3-72-164-32 | BW             |

### Obergoßzell
| Lage                        | Objekt                                          | Beschreibung                                                                                                   | Akten-Nr.     | Bild                                            |
| --------------------------- | ----------------------------------------------- | --- | ------------- | ----------------------------------------------- |
| Goßzeller Holz (Standort)   | Sogenanntes Taferlbaum                          | Kapellenförmiger Blockbau um einen Baumstumpf, mit Votivgaben, 20. Jahrhundert                                 | D-3-72-164-34 | BW                                              |
| Kronfeldstraße 5 (Standort) | Hofkapelle St. Maria, sogenannte Zollnerkapelle | Traufständiger und abgewalmter Satteldachbau mit Dachreiter, 18./19. Jahrhundert; an der nördlichen Dorfstraße | D-3-72-164-33 | Hofkapelle St. Maria, sogenannte Zollnerkapelle |

### Salmannsgrub
| Lage                           | Objekt               | Beschreibung                                                           | Akten-Nr.     | Bild |
| ------------------------------ | -------------------- | ---------------------------------------------------------------------- | ------------- | ---- |
| Am Bühl (Standort)             | Wegkreuz             | Korpus im Dreinageltypus, Holz, gotisierend, 1900.                     | D-3-72-164-36 | BW   |
| Dreilindenstraße 30 (Standort) | Wegkapelle St. Maria | Abgewalmter Satteldachbau mit Blechdeckung, nach Mitte 19. Jahrhundert | D-3-72-164-35 | BW   |

### Sattelbogen
| Lage                                    | Objekt                                 | Beschreibung | Akten-Nr.     | Bild           |
| --------------------------------------- | -------------------------------------- | --- | ------------- | -------------- |
| Am Burggraben 2 (Standort)              | Katholische Kuratiekirche St. Nikolaus | Saalbau mit eingezogenem Chor, abgewalmtem Satteldach, Fassadenturm mit Zwiebelhaube und Vorzeichen und Sakristei mit Walmdach, 1718; mit Ausstattung                    | D-3-72-164-37 | weitere Bilder |
| Heroldstraße 33 (Standort)              | Waldlerhaus                            | Eineinhalbgeschossiger und traufständiger Blockbau mit Flachsatteldach und verschaltem Giebelschrot, Anfang 19. Jahrhundert; Aus Kager bei Pemfling hierher transloziert | D-3-72-164-38 | BW             |
| Pfalzstraße 6; Pfalzstraße 8 (Standort) | Ehemaliges Bauernhaus                  | Zweigeschossiger und giebelständiger Halbwalmdachbau mit Blockbau-Kniestock, wohl 18. Jahrhundert                                                                        | D-3-72-164-39 | BW             |
| Ritterstraße 16 (Standort)              | Waldlerhaus                            | Zweigeschossiger und traufständiger Flachsatteldachbau, mit Blockbau-Obergeschoss und Giebelschrot, Mitte 19. Jahrhundert                                                | D-3-72-164-40 | BW             |
| Thannriedstraße 3 (Standort)            | Ehemaliges Wohnstallhaus               | Zweigeschossiger und traufständiger Flachsatteldachbau mit Blockbau-Obergeschoss, Ende 19. Jahrhundert                                                                   | D-3-72-164-41 | BW             |

### Sattelpeilnstein
| Lage                                                            | Objekt                                     | Beschreibung | Akten-Nr.     | Bild           |
| --------------------------------------------------------------- | ------------------------------------------ | --- | ------------- | -------------- |
| Hagenholz (Standort)                                            | Kriegergedächtniskapelle                   | Abgewalmter Satteldachbau mit Vordach auf dorischen Säulen, Quadermauerwerk, nach 1918; mit Ausstattung | D-3-72-164-52 | BW             |
| Jägergasse (Standort)                                           | Mariensäule                                | Säule und Marienfigur aus Gusseisen auf Inschriftsockel aus Granit, bezeichnet mit 1878 | D-3-72-164-43 | BW             |
| Kirchenstraße 7; Kirchenstraße 5; Nähe Kirchenstraße (Standort) | Katholische Pfarrkirche St. Peter und Paul | Saalbau mit eingezogenem Chor, abgewalmtem Satteldach mit Fußwalm und Chorflankenturm mit Zwiebelhaube, 1728/29, Restaurierung 1979/80; mit Ausstattung; Seelenkapelle, gerundeter Saalbau mit eingezogener Apsis und Zwiebeldachreiter, 18. Jahrhundert; Friedhofsmauer, Granitbruchstein, wohl 18. Jahrhundert | D-3-72-164-45 | weitere Bilder |
| Schloßgasse 3 (Standort)                                        | Wohnhaus                                   | Zweigeschossiger und traufständiger Halbwalmdachbau mit Blockbau-Obergeschoss und Schroten, im Kern 18. Jahrhundert, Obergeschoss 2. Hälfte 19. Jahrhundert | D-3-72-164-47 | BW             |
| Schloßgasse 4 (Standort)                                        | Wohnhaus                                   | Zweigeschossiger und traufständiger Halbwalmdachbau mit Blockbau-Obergeschoss und Schrot, Erdgeschoss Quadermauerwerk, Schindeldeckung, spätes 18. Jahrhundert | D-3-72-164-48 | Wohnhaus       |
| Schloßgasse 10 (Standort)                                       | Waldlerhaus                                | Eingeschossiger und traufständiger Blockbau mit Satteldach, verputzt, 1. Hälfte 19. Jahrhundert | D-3-72-164-49 | Waldlerhaus    |
| Schloßplatz 1 (Standort)                                        | Schloss                                    | Dreigeschossiger Flachsatteldachbau mit Mezzaningeschoss, Ecktürmen mit Zeltdächern, 1571/80, nach Brand 1862 vereinfacht; Stundensäule, Granit, wohl 1. Hälfte 19. Jahrhundert | D-3-72-164-50 | weitere Bilder |
| Schloßplatz 1 (Standort)                                        | Burgstall                                  | Geringe Mauerreste, Granitbuckelquader, 2. Hälfte 12. Jahrhundert und Inschrift von 1842 | D-3-72-164-51 | Burgstall      |

### Sitzenberg
| Lage                              | Objekt                 | Beschreibung | Akten-Nr.     | Bild |
| --------------------------------- | ---------------------- | --- | ------------- | ---- |
| Maisweg 1 (Standort)              | Bauernhaus             | Eingeschossiger und traufständiger Wohnstallbau mit Flachsatteldach und Blockbau-Kniestock, ehemals mit Giebelschrot, bezeichnet mit 1843 | D-3-72-164-54 | BW   |
| Maisweg 5 (Standort)              | Ehemaliges Waldlerhaus | Eingeschossiger Blockbau mit Kniestock, Giebel- und Stangenschrot, Flachsatteldach mit Legschindeldeckung, erbaut um 1800; Scheune, giebelständiger verschalter Ständerbau mit Flachsatteldach und Legschindeldeckung, bezeichnet mit 1853; Backofen mit Flachsatteldach und Legschindeldeckung, nach 1800; Tiefbrunnen mit gemauerter Fassung, Bruchstein, wohl noch 18. Jahrhundert | D-3-72-164-55 | BW   |
| Peilnsteiner Straße 10 (Standort) | Bauernhaus             | Zweigeschossiger und giebelständiger Satteldachbau, Erdgeschoss 18. Jahrhundert, Obergeschoss, Stallausbau und -wölbung um 1850, renoviert 1906 (bezeichnet); Getreidekasten und Remise, zweigeschossiger Flachsatteldachbau mit Giebelschrot und Außentreppe, Blockbau über Ständerkonstruktion, dendrochronologisch datiert 1805                                                    | D-3-72-164-69 | BW   |

### Untergoßzell
| Lage                         | Objekt      | Beschreibung | Akten-Nr.     | Bild |
| ---------------------------- | ----------- | --- | ------------- | ---- |
| Hohenriedstraße 4 (Standort) | Waldlerhaus | Zweigeschossiger und giebelständiger Satteldachbau mit Blockbau-Kniestock und verschaltem Giebelschrot, Mitte 19. Jahrhundert            | D-3-72-164-59 | BW   |
| Hohenriedstraße 7 (Standort) | Waldlerhaus | Zweigeschossiger und traufständiger Flachsatteldachbau mit Blockbau-Obergeschoss und verschaltem Giebelschrot, 1. Hälfte 19. Jahrhundert | D-3-72-164-60 | BW   |

### Weigelsberg
| Lage                     | Objekt                | Beschreibung | Akten-Nr.     | Bild |
| ------------------------ | --------------------- | --- | ------------- | ---- |
| Weigelsberg 1 (Standort) | Ehemaliges Bauernhaus | Zweigeschossiger und traufständiger Blockbau mit Flachsatteldach und Schroten, Erdgeschoss teilweise massiv, Anfang 19. Jahrhundert | D-3-72-164-61 | BW   |

### Wilting
| Lage                                              | Objekt                               | Beschreibung | Akten-Nr.     | Bild |
| ------------------------------------------------- | ------------------------------------ | --- | ------------- | ---- |
| Am Kirchberg 3 (Standort)                         | Katholische Pfarrkirche St. Leonhard | Saalbau mit eingezogenem Chor und Chorflankenturm mit Zwiebelhaube, spätgotisch, frühes 15. Jahrhundert, westliche Vorhalle und Turmhaube 18. Jahrhundert, Langhauserweiterung nach Süden 1974, mit Ausstattung; Friedhofsmauer, Granitbruchstein, 18. Jahrhundert | D-3-72-164-63 | BW   |
| Am Kirchberg 4 (Standort)                         | Waldlerhaus                          | Eingeschossiger und giebelständiger Halbwalmdachbau mit Blockbau-Kniestock, um 1820 | D-3-72-164-64 | BW   |
| Chamer Straße 45; In Wilting (Standort)           | Gasthof                              | Zweigeschossiger und giebelständiger Halbwalmdachbau, Ende 18. Jahrhundert; Ehemaliger Eiskeller, gewölbter Massivbau mit Vorraum, Überbau in Ständerkonstruktion mit Walmdach, bezeichnet mit 1850                                                                | D-3-72-164-65 | BW   |
| In Wilting (Standort)                             | Wegkapelle St. Maria                 | Giebelständiger Satteldachbau, 2. Hälfte 19. Jahrhundert | D-3-72-164-66 | BW   |
| Weiherfeld, Chamer Str., Industriestr. (Standort) | Wegkapelle St. Maria                 | Giebelständiger Satteldachbau, 1880 | D-3-72-164-67 | BW   |

### Wöhrhof
| Lage                 | Objekt                                          | Beschreibung                                   | Akten-Nr.     | Bild |
| -------------------- | ----------------------------------------------- | ---------------------------------------------- | ------------- | ---- |
| Wöhrhof 5 (Standort) | Hofkapelle St. Maria, sogenannte Hilmer-Kapelle | Abgewalmter Satteldachbau mit Dachreiter, 1896 | D-3-72-164-68 | BW   |

## Ehemalige Baudenkmäler
In diesem Abschnitt sind Objekte aufgeführt, die früher einmal in der Denkmalliste eingetragen waren, jetzt aber nicht mehr. Objekte, die in anderem Zusammenhang also z. B. als Teil eines Baudenkmals weiter eingetragen sind, sollen hier nicht aufgeführt werden. Aktennummern in diesem Abschnitt sind ehemalige, jetzt nicht mehr gültige Aktennummern.

| Lage                          | Objekt      | Beschreibung | Akten-Nr.     | Bild |
| ----------------------------- | ----------- | --- | ------------- | ---- |
| Brunnenstraße 3 (Standort)    | Waldlerhaus | Eingeschossiger und traufständiger Flachsatteldachbau mit Blockbau-Kniestock und Giebelschrot, 18. Jahrhundert (modern bezeichnet mit 1705) | D-3-72-164-3  | BW   |
| Hauptstraße 10 (Standort)     | Waldlerhaus | Zweigeschossiger und traufständiger Flachsatteldachbau mit Blockbau-Obergeschoss und verschaltem Giebelschrot, Anfang 19. Jahrhundert       | D-3-72-164-42 | BW   |
| Herrnholzstraße 19 (Standort) | Waldlerhaus | Zweigeschossiger und giebelständiger Flachsatteldachbau mit Blockbau-Obergeschoss, Mitte 19. Jahrhundert                                    | D-3-72-164-23 | BW   |
| Kellerweg 5 (Standort)        | Waldlerhaus | Eingeschossiger und traufständiger Flachsatteldachbau mit verschaltem Blockbau-Kniestock, 1. Hälfte 19. Jahrhundert                         | D-3-72-164-30 | BW   |